# Site archéologique de Roselle
Le site archéologique de Roselle (Area archeologica di Roselle) comprend les vestiges de l'antique cité de Rusellae située dans la partie nord-est du territoire communal  de Grosseto.

## Histoire
L'aire archéologique de Roselle est située à 10 km de Grosseto au point de passage entre la Vallée de l'Ombrone et la Maremme grossetane, Roselle est une des lucumonies les mieux conservées de l'Étrurie centrale située sur les rives de l'antique lac Prile. Roselle est considérée aujourd'hui comme une des zones archéologiques les plus intéressantes d'Italie.

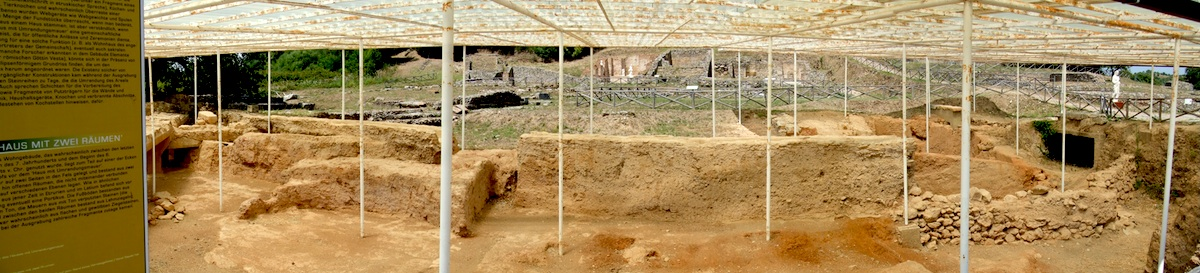
Le chantier de fouilles des vestiges de l'époque étrusque préservées sous la couche romaine.

La superposition d'édifices et murs appartenant à la Culture de Villanova, étrusque, puis romaine fait de Roselle un témoin du passage progressif commun à toutes les cités du territoire. La découverte de vases attiques à figures rouges résulte d'un commerce intensif avec la Grèce et ses colonies de l'Italie méridionale.
Fondée au VIIe siècle av. J.-C., Roselle est une cité côtière située sur l'antique lac de Prile, un site  important pour la pêche et pour le commerce avec les villes étrusques de l'intérieur du territoire. Elle est citée par Denys d'Halicarnasse parmi les villes ayant aidé les Latins dans la guerre contre Tarquin l'Ancien.
Roselle se développa au détriment des proches lucumonies, en particulier de Vetulonia qui était jusque-là la cité étrusque la plus importante de la Maremme.
En 294 av. J.-C. Roselle a été envahie par la force romaine devenue prépondérante. Celles-ci agrandit et embellit la ville avec des thermes et un amphithéâtre elliptique parmi les mieux conservés de la zone.
Sous l'Empire Roselle était devenue municipe romain et ensuite Auguste la transforma en colonie romaine.
C'est à cette période que virent le jour les plus importants monuments comme le forum, la basilique, un système de captage des eaux pluviales et un édifice thermal.
Au cours du VIe siècle av. J.-C., envahie par les Barbares, Roselle perdit son prestige. Il s'ensuivit la décadence de la « Maremme toscane » qui au Moyen Âge devint une lagune à cause de l'avancement des terres à l'estuaire du fleuve Ombrone. La zone finit par devenir  malsaine et atteinte par la malaria et Roselle fut pratiquement abandonnée jusqu'à la fin des années 1700  quand Léopold IIe prit l'initiative de la bonification de la zone.
Dans les  années 1950 Roselle fut remise au jour dans son intégralité par une longue campagne de fouilles sous l'autorité des l'archéologues Aldo Mazzolai, Clelia Laviosa et Francesco Nicosia.

## Description

### Les fortifications
Dans l'ensemble, la structure de l'enceinte qui se développe sur un périmètre dont la longueur est supérieure à 3 km se présente pratiquement intacte, renfermant pratiquement dans sa totalité la zone de la cité d'origine étrusque tandis que la partie romaine a été construite à l'extérieur des murailles d'enceinte.
Les fortifications, dont les murs sont de style  cyclopéen, sont d'une hauteur moyenne d'environ 7 m, et elles ont été construites par les  Étrusques entre les VIIe et VIe siècles av. J.-C.  afin de protéger la cité de Rusellae qui à l'époque était une des principales villes de  l'Étrurie aussi bien par son importance stratégique que par ses échanges commerciaux avec les autres cités de la zone.
Les murs des fortifications sont constitués par une série de blocs polygonaux en pierre, posés les uns sur les autres rappelant par certains aspects le système défensif de la cité de Tirynthe. Le long de l'enceinte on peut voir les restes de quelques portes d'accès ainsi qu'une poterne de l'époque archaïque étrusque.

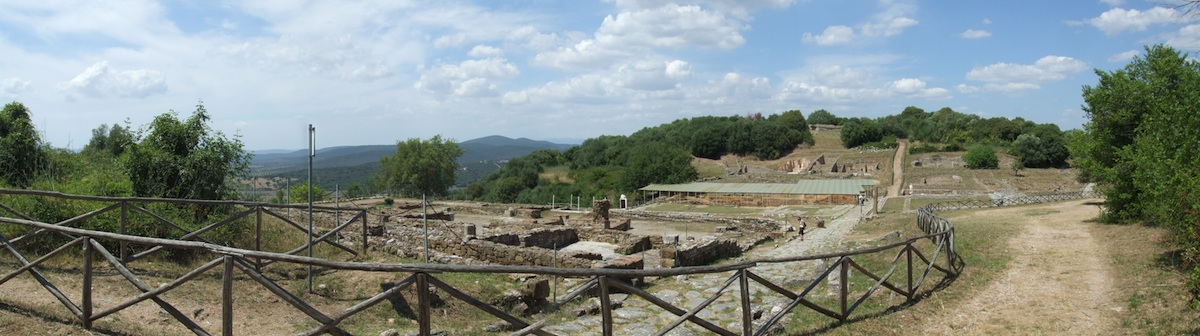
L'aire archéologique s'étend sur deux collines.

### Amphithéâtre romain
Les premières traces de fréquentation de cette zone se trouvent dans des couches de sédiments contenant des pièces archéologiques de l'époque villanovienne datant de la fin du VIIe  début  VIe siècle av. J.-C.
Un amphithéâtre a été construit dans la partie la plus élevée de la colline nord de la cité au cours du Ier siècle. La terre enlevée afin de réaliser l'arène a été probablement utilisée comme remblai afin d'ériger les parties supérieures des gradins. L'édifice de forme elliptique a des mesures plutôt réduites (axe majeur 38 m, axe mineur 27 m) comparées à celles des monuments similaires d'autres villes romaines.
Les accès, au nombre de quatre, sont  typologiquement tous différents. Ceux situés sur l'axe majeur (Est-Ouest) sont découverts et délimités par de longs murs tandis que les deux autres sont bordés par des murs moins longs et sont couverts par des voûtes a botte (« à tonneau »). Latéralement aux deux entrées (E-O) se trouvent deux petites pièces à couverture à voûte d'arêtes : la technique édifiée en Opus reticulatum avec des têtes à petits blocs réguliers suggérant une datation du Ier siècle est confirmée par la découverte de céramique sigillée arétine.
À l'intérieur de l'arène, le long de l'axe majeur, quatre pierres alignées équidistantes et perforées ont été découvertes. Ces pierres comportant des trous devaient être utilisées pour les divisions de l'arène à des fins scéniques.
Quelques maçonneries de l'antiquité tardive ont été mis au jour en même temps qu'une riche série de monnaies. Ces matériaux représentent les uniques traces anthropiques entre la période de Caligula et celle de Dioclétien.
Durant la période du haut Moyen Âge, l'édifice est devenu une enceinte fortifiée grâce aux constructions réalisées en utilisant les matériaux provenant des édifices romains en ruines. Dans cet édifice fortifié on trouve un castrum datant de l'Antiquité tardive/Haut Moyen Âge, créé afin de défendre les territoires byzantins contre l'invasion lombarde.
Le lieu est resté occupé au moins jusqu'au XVIe siècle av. J.-C. comme en témoignent les divers débris de majolique archaïque et céramique émaillée retrouvés à l'intérieur.
Aujourd'hui, en été, des représentations théâtrales y sont données grâce à l'acoustique qui y est encore excellente.

### La domus des mosaïques
Les premières traces de la domus remontent à l'époque républicaine tardive et sont des années 80 et 90 av. J.-C. La planimétrie de l'édifice ne présente pas de différences significatives avec le plan standard de la maison de type italique caractérisé par un schéma axial à croix comme dans d'autres édifices de Roselle ayant fait l'objet de fouilles.

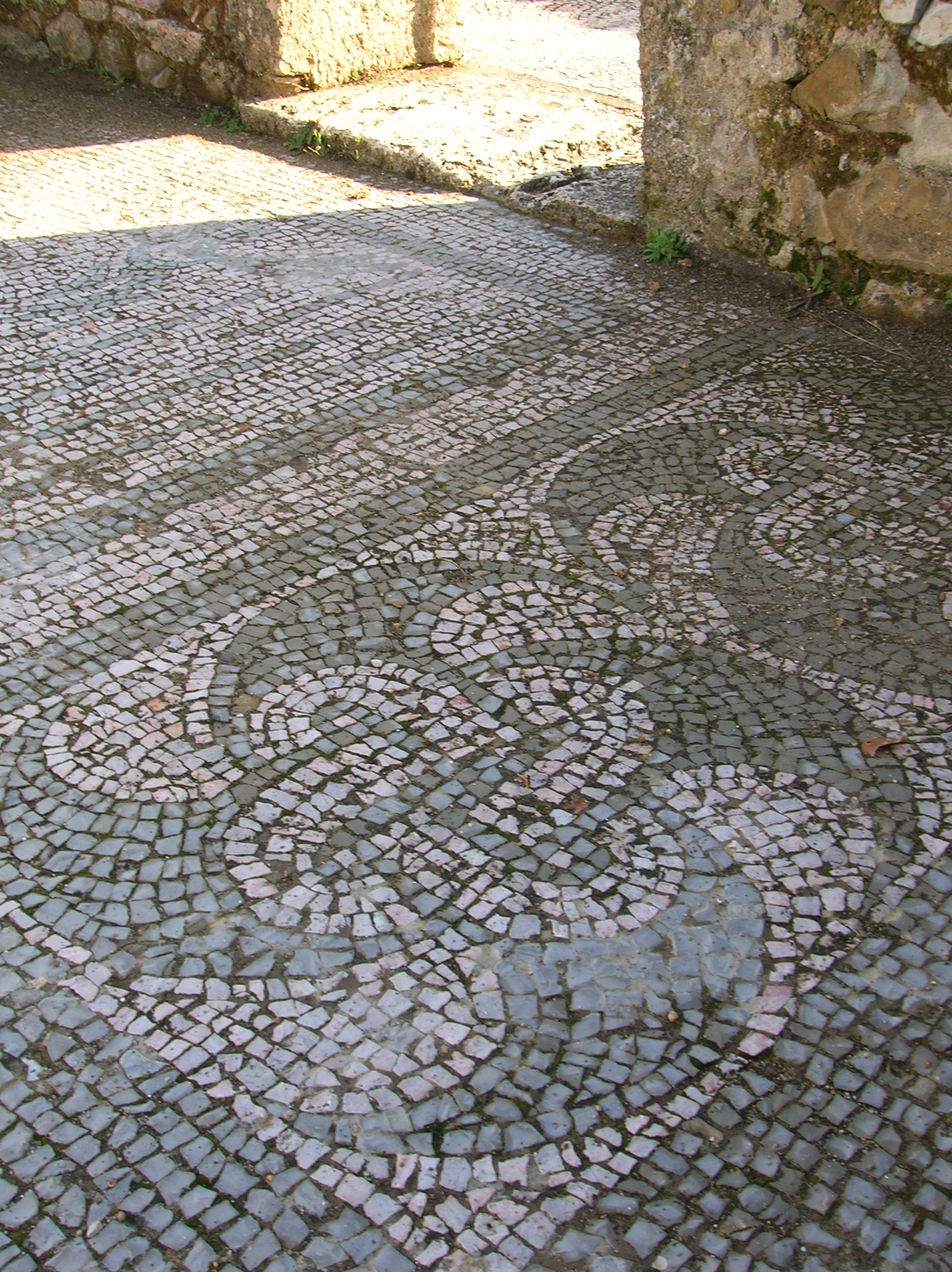
Une mosaïque.

À l'époque de Tibère la domus a été restaurée et embellie. Elle a été agrandie, restaurée et enrichie des trois statues de Tibère, Livie et Julius Caesar Drusus. La même chronologie doit valoir pour le pavement en opus sectile découvert dans une pièce baptisée 20 e a mosaïque du local dit 9.
Pendant la dynastie des Julio-Claudiens on note une destruction partielle de la domus, peut-être due à un incendie, suivie presque immédiatement par sa restauration. Toujours à la même époque, ou peut-être à la fin de la précédente, a lieu la construction de la première implantation thermale dans la moitié méridionale et la maison avec ses petits thermes annexes, au vu de la disproportion entre les locaux destinés à l'usage thermal et ceux à fonction strictement résidentielle, devient publique.
À l'époque  hadrienne, la structure est soumise à une importante réorganisation avec le rehaussement et l'agrandissement du complexe thermal et de ses annexes. Au cours de cette phase on remarque la pose des mosaïques dans les locaux thermaux et dans le tablinum. D'autres modifications concernent le positionnement des colonnes et de la fontaine du péristyle, tandis que le petit laconium est orné de décorations en stuc à bas-relief et haut-relief.
La domus subit des transformations importantes entre les IVe et VIIe siècles, par exemple, en pleine antiquité tardive, on découvre une boutique occupant les précédents locaux habitables. L'atelier appartenant probablement à un forgeron a rendu des strates riches de cendres résiduelles du travail de terres renfermant du carbone, et des scories sur presque tous les pavements résultants, noircis par les divers stades de transformations métallurgiques.
Les nombreux objets en bronze et métalliques retrouvés sur place font émettre l'hypothèse que dans l'atelier n'étaient pas produits des objets ex-novo, mais que des objets antiques provenant des tombes étrusques de la nécropole ainsi que d'édifices publics et privés de l'époque romaine y étaient fondus et recyclés.
Vers la fin du IVe siècle l'atelier et ce qui reste du domus sont abandonnés et au cours du VIe siècle on assiste à des ensevelissements de déchets se situant au-dessus des niveaux d'écroulement.
Dans la partie plus proche du forum on trouve des structures édiles dont les fonctions restent incertaines et datent des VIe et VIIe siècles.

### Le petit temple desflamines Augustales
Dans la partie méridionale du forum et à proximité de la domus des mosaïques se trouvent les restes archéologiques de l'antique temple romain des flamines Augustales, qui a été édifié lors de la période impériale (Ier siècle). Le lieu de culte païen a été transformé à l'époque médiévale haute en un lieu de culte chrétien dédié à saint Sylvestre. Son existence est confirmée à partir de l'an 765.

### Pieve di Santa Maria a Civita
La pieve di Santa Maria a Civita ou encore pieve di Santa Maria a Moscona est un édifice religieux situé à l'intérieur de l'area archeologica di Roselle, dans la partie  nord-est. Elle est issue de l'antique basilique paléochrétienne dont l'origine remonte au VIIIe siècle. L'église a été construite en utilisant les matériaux des édifices romains datant du Ier siècle. Ses restes archéologiques se situent juste à l'est du forum au centre de l'antique cité de Roselle. Des bas-reliefs provenant de ses ruines sont conservés au Musée archéologique et d'art de la Maremme, d'autres ont été utilisés afin de décorer la pieve di San Martino a Batignano.

### Les thermes
Sur les pentes de la colline Nord a été découvert un complexe thermal d'époque romaine. Ce complexe est caractérisé par des maçonneries qui présentent la technique de l’opus reticulatum avec plinthe et la base du mur en brique, tandis que les fondations sont en opus caementicium.
La structure est divisée en deux secteurs avec une zone intermédiaire angulaire.
Le premier secteur s'étend dans la partie nord ; son périmètre presque rectangulaire se compose de longs côtés dirigés est-ouest et est implanté autour d'un bassin rectangulaire parallèle. Cette partie rappelle le plan d'une maison hellénistico-romaine. C'est probablement à un édifice semblable que devaient appartenir deux murs mis au jour à l'ouest du bassin ainsi que quelques maçonneries du-dit bassin. Celui-ci a une profondeur de 2,60 m avec des parois  rétrécies vers le haut.
Le système de canalisation des eaux n'est pas clair car sur la portion nord-ouest existe un petit canal d'entrée des eaux relié à une série de petites galeries souterraines et, dans l'angle sud, un petit puits de sortie non relié aux canalisations.

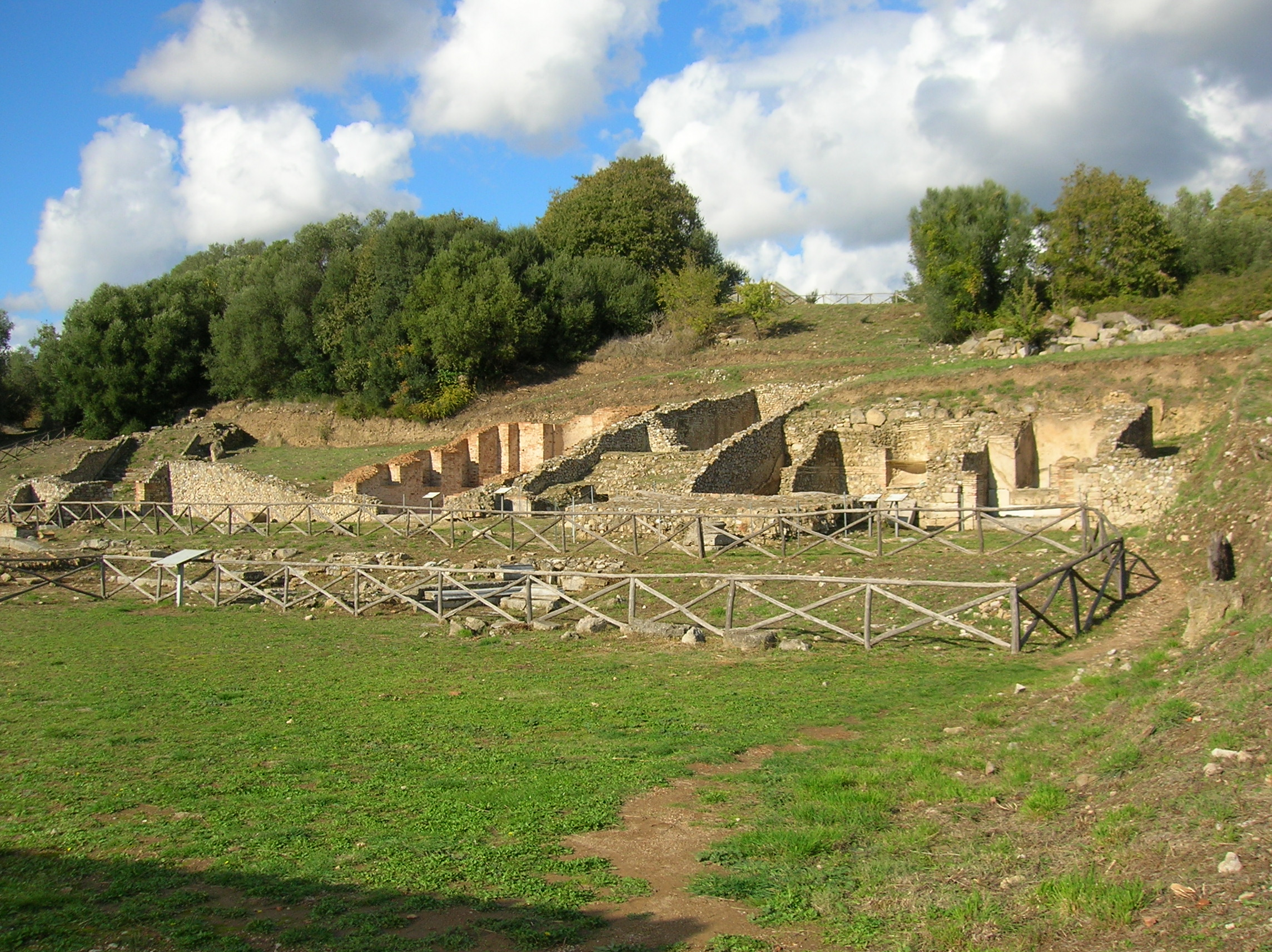
Le complexe thermal.

Le second secteur est caractérisé par un plan irrégulier sur lequel on distingue un local avec deux niches auquel on avait accès par l'intermédiaire d'une double échelle ; un grand local en forme d'abside dans l'angle sud-ouest ainsi qu'un autre encore plus grand et situé immédiatement à l'est. L'état de conservation de ce dernier local ne permet pas de comprendre sa fonction originelle, même si des traces de suspensurae sont visibles. En outre un système complexe de canalisations formé de petites galeries dont le fond est en brique, les parois en opus mixtum et les voûtes en opus caementicium avec des arcades élaborées en brique font penser à un usage thermal de la pièce. Les dimensions planimétriques, irrégulières et réduites sont semblables à celles d'autres édifices thermaux de la même époque.

### La basilique
La construction de la basilique paléochrétienne a eu lieu au cours du début du haut Moyen Âge sur l'implantation du complexe thermal devenu désuet et spolié. La planimétrie de la campagne des années 1940 reprend aussi les colonnes et le péristyle, qui, autour du bassin thermal répartissaient en trois travées l'église dont la structure était implantée sur la série de locaux de service servant à fermer l'abside. Le positionnement des bases des colonnes des nefs est avérée alors que la présence de colonnades, sur la partie plus courte ayant pour indice seulement une base de colonne, reste hypothétique.
La zone absidale était complètement couverte d'un pavement à base de blocs taillés, qui par la présence des rares encore présents in situ, placés sur le pavement du local thermal, pourraient être attribués au temple de la terrasse sous-jacente. Cet état de fait est conforté par la présence sur le lieu d'éléments comportant des modénatures.
L'église conserva son implantation originale jusqu'à son abandon.

### La nécropole
La nécropole qui se situe autour de l'église est disposée « en terrasse ». Les sépultures sont distribuées selon un espace régulier et une technique constructive adéquate.
Une partie, datable à partir de pièces de sigillée africaine et de céramique a gocciolature ou céramique a bande di ingobbio rosso, contient des trousseaux funéraires de la moitié du VIIe et du VIe siècle.
Au cours du VIe siècle un édifice plus cossu (probablement une tombe pour privilégiés) a été construit dans une zone à forte densité de sépultures d'enfants.
L'église a bénéficié de restaurations en embellissements au cours du VIIIe siècle. Des éléments d'architecture témoignent en ce sens (pluteus, petits poteaux d'entourage, fragment de ciboire) et sont à attribuer aux interventions  du magister Iohannes, comme le rappelle une épigraphe conservée actuellement auprès du domaine Podere il Serpaio, dans l'entre-terre de la zone.
Entre le Xe et le XIe siècle, l'église fut dotée d'une tour accessible seulement de l'intérieur de l'église.

## La cathédrale de Roselle
La cathédrale a été construite hors des murs pendant le haut Moyen Âge. Ses restes archéologiques sont conservés dans la zone de Poggio Mosconcino, dans la localité  La Canonica, entre l'antique  civitas et la fortification de Tino di Moscona.
Annexées à l'église on trouve les restes de la canonica, qui a rempli les fonctions de résidence épiscopale jusqu'en 1138, années du transfert de la diocèse de Roselle à Grosseto.
D'arès les analyses des vestiges archéologiques, l'église était imposante et comportait trois nefs avec transept, abside semi-circulaire et un campanile à section carrée qui s'élevait sur le côté droit. Après le transfert du siège épiscopal à Grosseto, l'église continua à remplir ses fonctions jusqu'à la période de transitions entre le Moyen Âge tardif et la première période de la Renaissance.
Dans la zone où se situait la cathédrale de nombreuses tombes étrusco-romaines ont été mis au jour.

## Sources
- (it) Cet article est partiellement ou en totalité issu de l’article de Wikipédia en italien intitulé « Area archeologica di Roselle » (voir la liste des auteurs).